# Спаркил (Њујорк)
Спаркил (енгл. Sparkill) насељено је место без административног статуса у америчкој савезној држави Њујорк.

## Демографија
По попису из 2010. године број становника је 1.565.
| Група             | 2000.    | 2010.         |
| Белци             | 0 (0,0%) | 1.163 (74,3%) |
| Афроамериканци    | 0 (0,0%) | 32 (2,0%)     |
| Азијати           | 0 (0,0%) | 154 (9,8%)    |
| Хиспаноамериканци | 0 (0,0%) | 191 (12,2%)   |
| Укупно            | 0        | 1.565         |